# 小高サラ
小高 サラ（おだか さら、2003年11月18日 - ）は、日本の女優。元ときめき♡宣伝部メンバー。栃木県出身。スターダストプロモーション所属。

## 来歴
※グループとしての活動は超ときめき♡宣伝部のページも参照
2017年
- スカウトがきっかけでスターダストプロモーションに入り、その約1か月後にときめき♡宣伝部への加入が決まった。2017年4月からレッスンが開始。
- 6月18日、ときめき♡宣伝部への加入を発表。「ひよこ組」として活動開始。イメージカラーはときめき♡パープル。
- 7月22日、「ときめき♡夏のびっちょり祭り2017」にて正式加入。
- 11月12日、ときめき♡パープル小高サラ生誕祭を東京・秋川キララホールで開催。

2018年
- 9月13日、ときめき♡宣伝部を脱退することを公式サイトにて発表。
- 10月7日、この日行われたフリーライブを最後にときめき♡宣伝部を正式に脱退した。

2020年
- 6月20日、公式Instagramを開設。

2022年
- 春、若手発掘育成プロジェクト「私の卒業」に第3期メンバーとして出演。

## 人物・エピソード
- 趣味は映画・ドラマ鑑賞
- 特技はバレエ、柔軟。バレエは5歳から中学1年まで週5回、8年間バレエ漬けの日々だったという[5]。

## 出演

### 映画
- ライアー×ライアー（2021年2月19日公開）
- あしたのわたしへ 私の卒業―第3期―（2022年3月18日より新宿バルト9にて限定公開）[6][7]

### テレビ番組
- カカフカカ-こじらせ大人のシェアハウス-（2019年、毎日放送）
- THE突破ファイル（日本テレビ）- サラ 役
  - 「ネガティブ草薙バイト」シリーズ（2021年11月25日[8]・2022年2月3日[9][10]・3月3日[11]）
  - 「突破交番」シリーズ（2022年3月24日[12]）
- 卒業式に、神谷詩子がいない（2022年2月27日 - 3月27日、日本テレビ） - 同級生 役[13]

### 広告・CM
- 町田ジョルナ 「ジョルナマガジン2020冬号」 「ジョルナマガジン2020秋号」[14]
- 株式会社鈴乃屋 ふりそでカタログ [15]
- 東海堂arome
- 株式会社プレイド 「KARTE（カルテ）」 [16]
- 株式会社城南進学研究社 「城南予備校・城南コベッツ」 [17]
- パナソニック株式会社 住宅機器コントローラー紹介動画
- 花王 ビオレ「さらさらパウダーシート さらパリズム」
- 花王 キュレル 「私は、キュレルに出会った。」 動画広告 [18]
- 花王 「ハミング・涼感テクノロジー」 [19]
- アサヒ飲料公式Youtubeチャンネル 「カルピス」WEB動画 「打ちあがれ初恋花火 – 初恋のあなたへ 篇」 [20][21]
- サントリーホールディングス株式会社 デカビタC「全力告白」篇
- 株式会社メイビ「May.B Lash」
- フロムスクラッチ b→dash（ビーダッシュ）[22]
- 大塚製薬 ポカリスエット 「でも君が見えた」篇[23][24] 「でも心が揺れた」篇[25]
- デンソー 企業CM「Realizing Company」[26]
- 日本マクドナルド 「ビーフシチューパイ パイがすべてさ」篇（2022年12月6日 - ）[27]

### 雑誌
- 玄光社「CM NOW Vol.206」[28]
- 町田ジョルナ「ジョルナマガジン」2021夏号[29] 2021冬号[30]（2021年）
- 世界文化社「別冊家庭画報 振袖大好き！2022‐2023」（2021年9月30日発売）[31]

### WEB
- 朝恋3days-きっとカワイイ！FRESH GIRL（2019年）[32][33][34]
- 若手発掘育成プロジェクト「私の卒業」（2022年） - 第3期メンバーとして[35]

### ミュージックビデオ
- Rude-α『Spotlight』（2021年）[36]